# Pingyao
Pingyao o Ping Yao (in cinese: 平遥S, PíngyáoP) è una contea che si trova nella provincia dello Shanxi, in Cina, a circa 700 chilometri da Pechino e 80 da Taiyuan. Durante la dinastia Qing la città vecchia di Pingyao fu il centro finanziario della Cina. È famosa per le mura ottimamente conservate; inoltre è stata inserita nell'elenco dei Patrimoni dell'umanità dell'UNESCO.

## Storia
Pingyao mantiene in gran parte l'organizzazione e l'aspetto di una città delle dinastie Ming e Qing, con una classica pianta a forma di bagua. Più di 300 siti all'interno e nelle immediate vicinanze della città rivestono un interesse archeologico, con circa 4.000 edifici risalenti alle dinastie Ming e Qing.
Durante il periodo delle primavere e degli autunni la città apparteneva allo Stato di Jin, mentre durante il periodo degli stati combattenti faceva parte del regno di Zhao (stato). Durante la Dinastia Qin la città era conosciuta col nome di Pingtao; durante la Dinastia Han invece aveva il nome di Zhongdu.

## Le mura
La cinta muraria di Pingyao venne costruita nel 1370 dall'imperatore Hongwu, munita di sei porte con barbacane che si sviluppano per circa 6 km di lunghezza con una altezza media di 10 m.
Le porte erano una sui lati settentrionale e meridionale, due sui lati orientale e occidentale. Questa disposizione fece guadagnare alla città il soprannome di "città tartaruga", poiché la struttura delle porte richiama l'animale (una testa, una coda e quattro zampe). Le mura sono alte 12 metri ed hanno un perimetro di circa sei chilometri. All'esterno sono difese da un fossato profondo 4 metri e largo altrettanti. Le mura sono munite di 76 torri d'osservazione (di cui 4 agli angoli) e oltre 3.000 merli.
Nel 2004 parte delle mura meridionali crollò, ma vennero immediatamente ricostruite. Le mura della città sono comunque in gran parte intatte e vengono considerate fra i migliori esempi di cinte murarie del Medioevo.

## Geografia ed economia

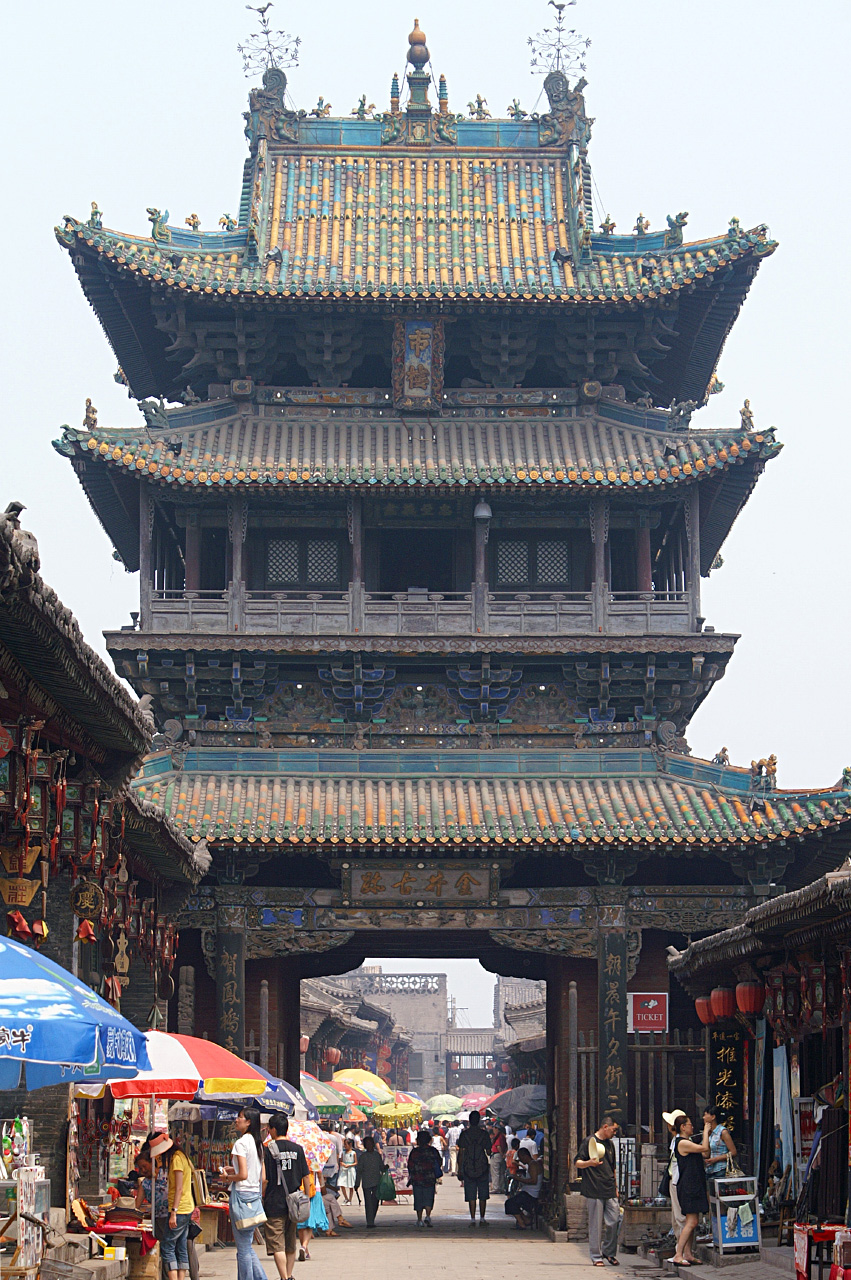
La Torre del mercato, XIV secolo

La città di Pingyao è situata a metà percorso del fiume Fen, nella riva est, che corre attraverso il sud della provincia dello Shanxi, che a sua volta si trova nella parte settentrionale della Cina. Lo Shanxi, ha un territorio piuttosto omogeneo composto di un altopiano stretto tra montagne elevate sia a est (Monti Taihang) che a ad ovest (Monti Lüliang).
Con un clima monsonico continentale, lo Shanxi è piuttosto arido. Le temperature medie del mese di gennaio sono inferiori a 0° mentre le temperature e stive sono molto alte. La media delle precipitazioni annuali è attorno ai 350–700 mm, e il 60% di esse si concentra tra giugno e agosto.
La provincia dello Shanxi ha una popolazione di circa 33.350.000 abitanti, distribuiti su una superficie di circa 157.000 km², un territorio per estensione pari a metà di quello italiano, e con un indice di densità abitativa quasi equivalente. La Grande Muraglia forma la maggior parte del confine settentrionale tra Shanxi e Mongolia interna, mentre il Fiume giallo (Huang He) forma il confine occidentale con la provincia quasi omonima dello Shaanxi. I fiumi Fen e Qin, tributari del Fiume giallo scorrono su una direttrice nord-sud, raccogliendo gran parte delle acque di queste zone.
La città di Pingyao si trova a 616 km dalla capitale cinese di Pechino, a 543 km a ovest dell'antica capitale dell'impero, la città di Xi'an, e a soli 94 km dalla capitale della provincia dello Shanxi, Taiyuan, lungo una delle vallate del fiume Fen che furono la vera e propria culla della civiltà cinese.
Pingyao si trova sull'altopiano dello Shanxi ad una altezza variabile dai 750 ai 775 metri s.l.m., con una pendenza da sud-est verso nord-ovest approssimativa di cinque unità per mille. Il terreno loessico della Municipalità di Pingyao è caratterizzato da profonde faglie nel terreno causate dalla sua origine alluvionale di cui è composto. Queste faglie si fanno particolarmente vistose nella zona sud-est della contea, dove crepe e dissesti raggiungono anche i dieci metri di dislivello. La Municipalità di Pingyao ha una popolazione di circa 490.000 unità, dato risalente al 2002 (circa 650.000 al 2019), dopo il quale non sono più stati effettuati censimenti completi. La città di Pingyao, porzione della Municipalità di Pingyao, si compone di due parti molto diverse: la prima è quella definita come città antica, quella cioè che si sviluppa entro le alte mura di epoca Ming, mentre la seconda è la porzione di città più recente che si sviluppa al di fuori delle mura.
Per quanto riguarda la città antica di Pingyao, intesa come la porzione di città interna alle mura, l'ultimo dato risale al 2005, quando contava una popolazione di 42.000 abitanti. La città antica occupa una superficie di 2,25 km², circondata da mura. Anticamente Pingyao era il centro finanziario della Cina: durante la dinastia Qing la città ospitava almeno 20 istituzioni finanziarie, più della metà dell'intero paese. Tra di esse vi era la "Rishengchang", considerata la prima banca della Cina.

## Galleria d'immagini

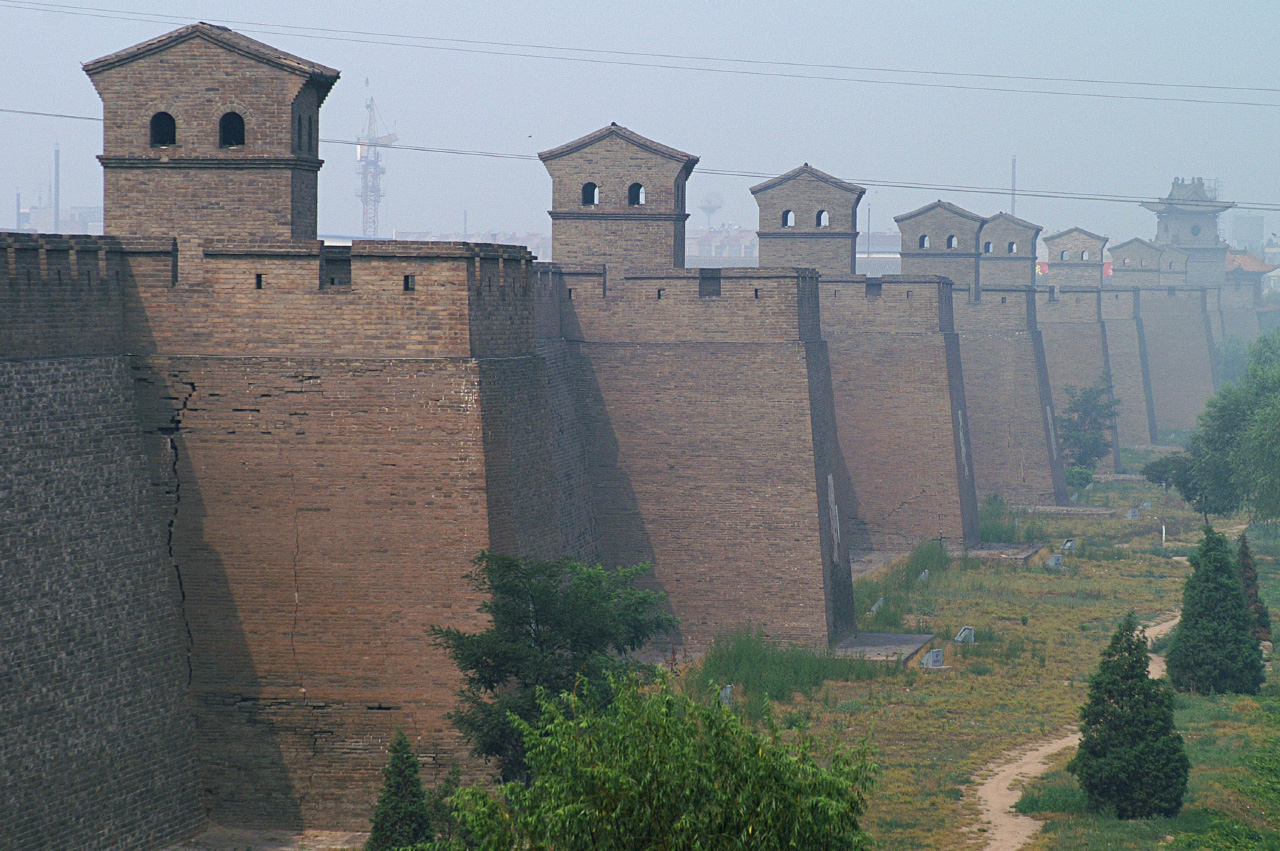
veduta delle mura
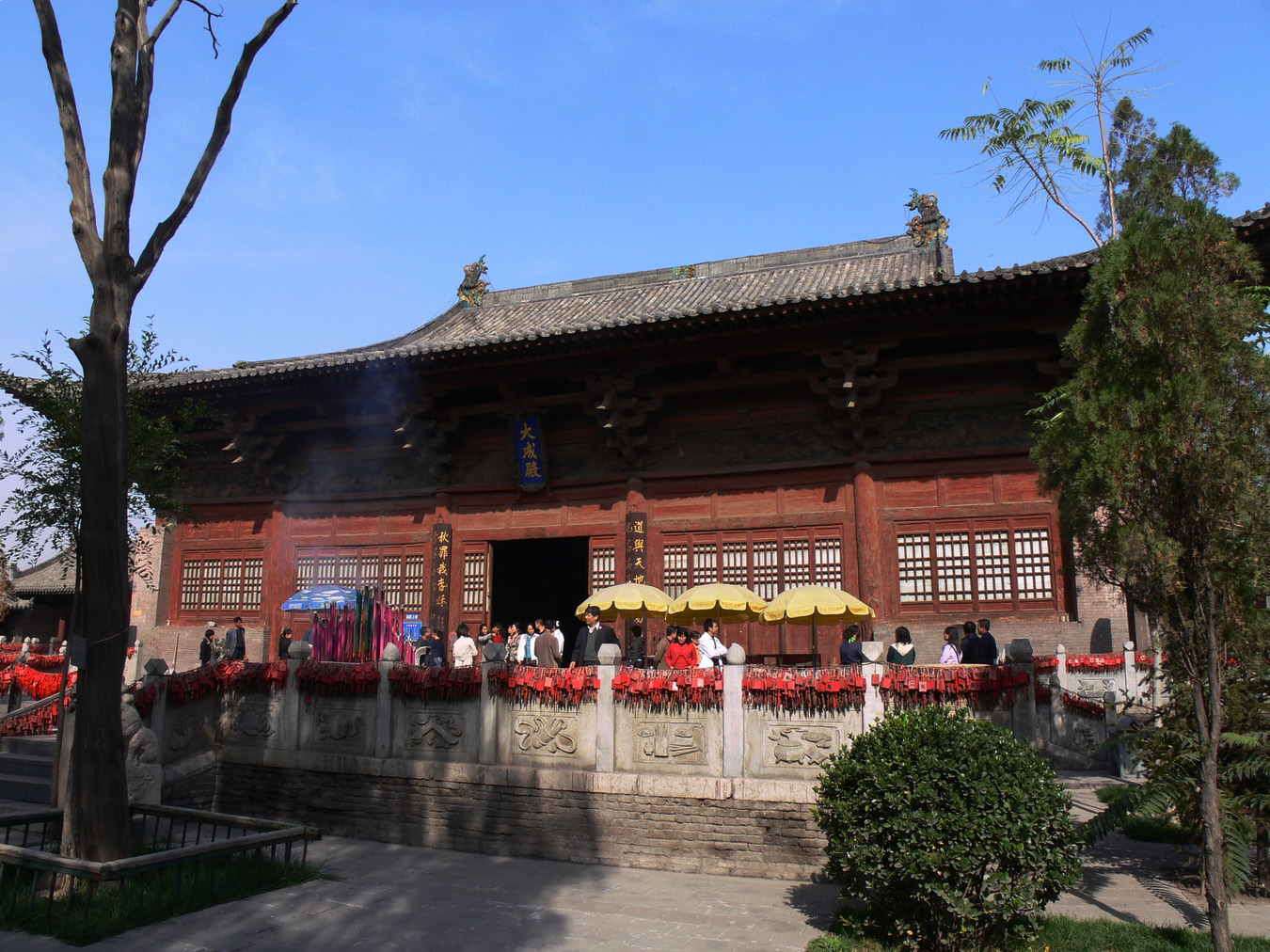
Tempio di Confucio
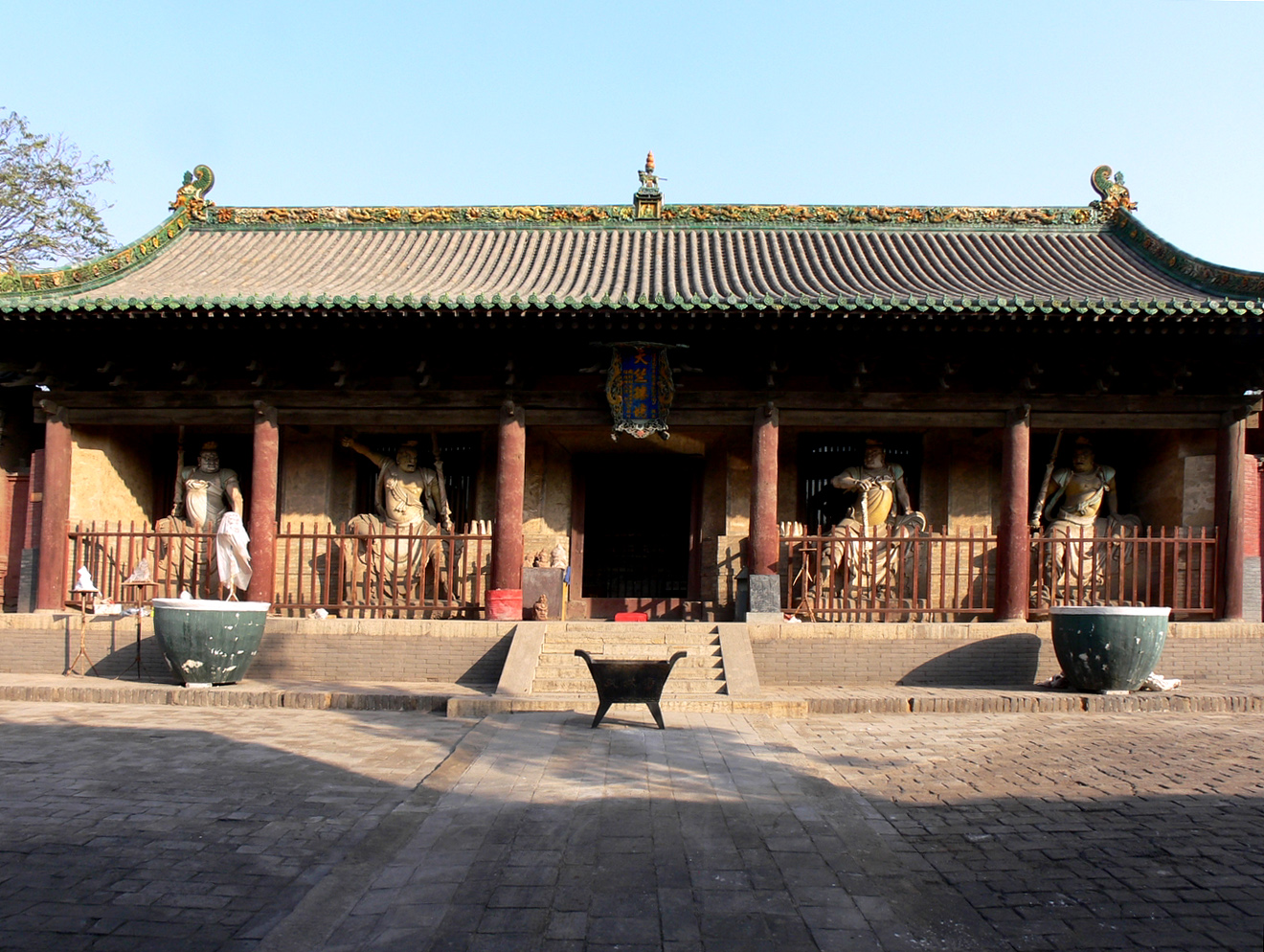
Tempio Shuanglin
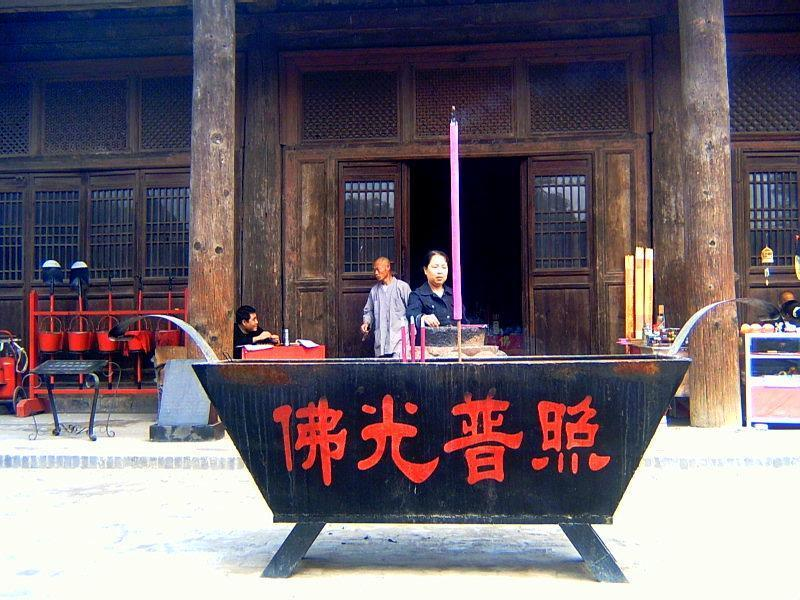
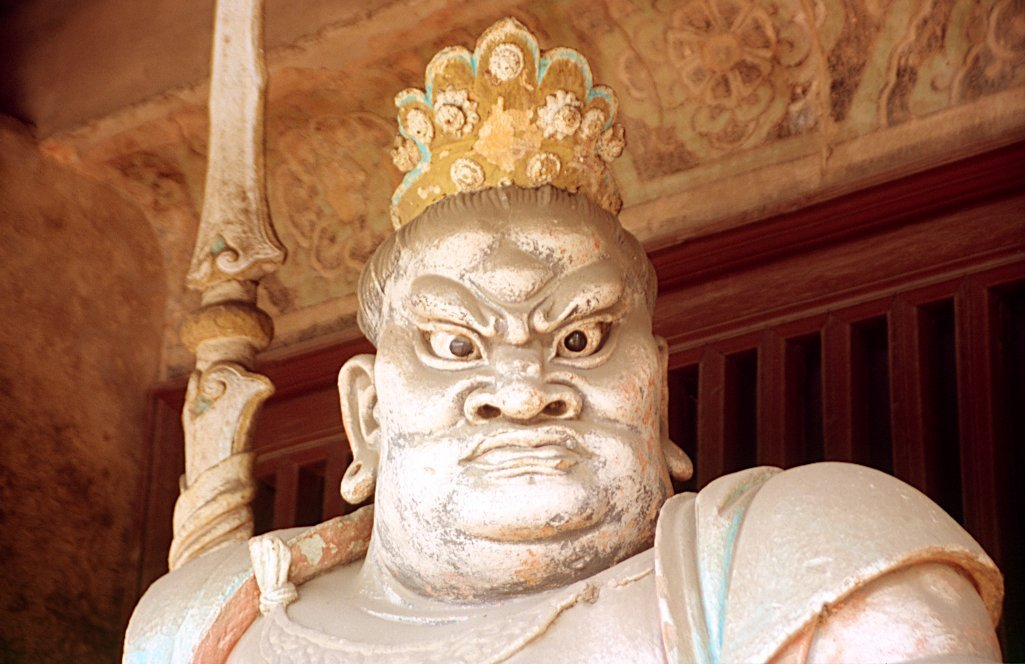
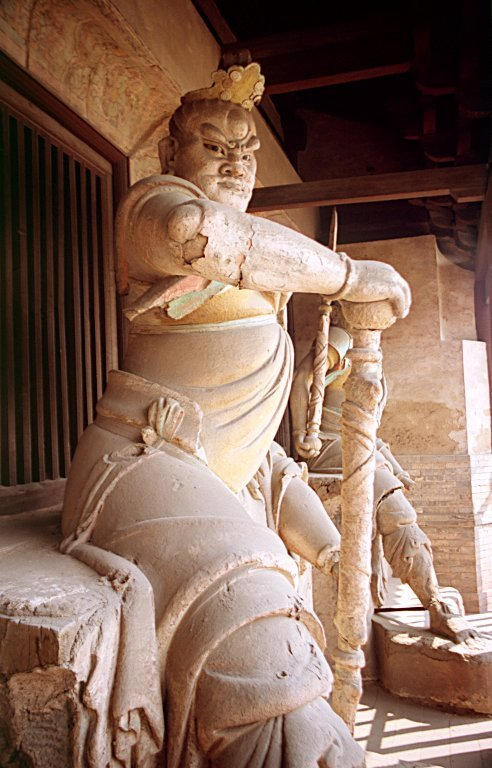
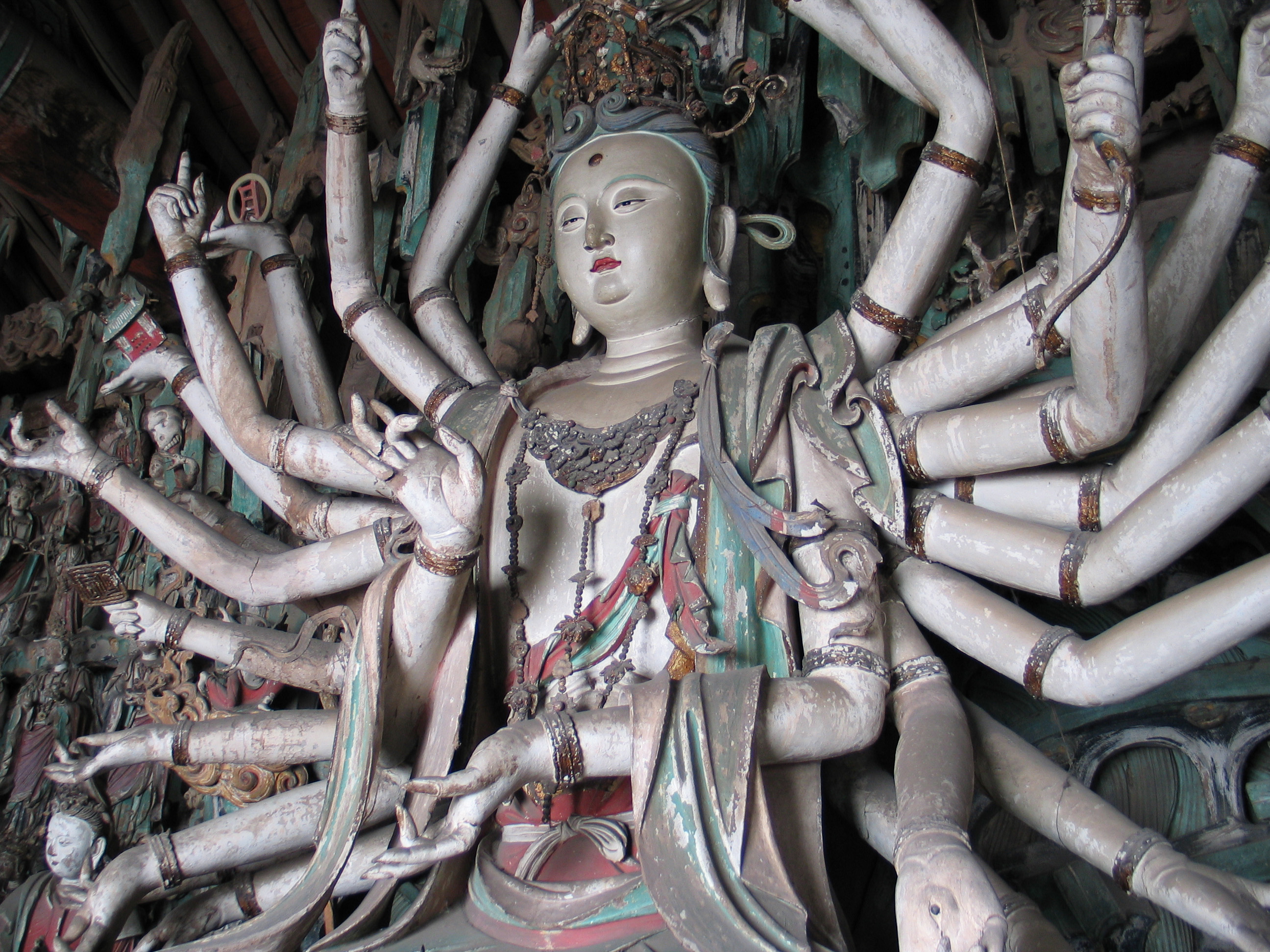